# Fuquay-Varina
Fuquay-Varina és una població dels Estats Units a l'estat de Carolina del Nord. Segons el cens del 2006 tenia 13.669 habitants.

## Demografia
Segons el cens del 2000, Fuquay-Varina tenia 7.898 habitants, 3.122 habitatges i 2.126 famílies. La densitat de població era de 446,5 habitants per km².
Dels 3.122 habitatges en un 36,8% hi vivien nens de menys de 18 anys, en un 48,8% hi vivien parelles casades, en un 15,5% dones solteres, i en un 31,9% no eren unitats familiars. En el 26,3% dels habitatges hi vivien persones soles el 10,8% de les quals corresponia a persones de 65 anys o més que vivien soles. El nombre mitjà de persones vivint en cada habitatge era de 2,48 i el nombre mitjà de persones que vivien en cada família era de 2,99.
Per edats la població es repartia de la següent manera: un 27,3% tenia menys de 18 anys, un 8,2% entre 18 i 24, un 35,2% entre 25 i 44, un 16,3% de 45 a 60 i un 13% 65 anys o més.
L'edat mediana era de 33 anys. Per cada 100 dones de 18 o més anys hi havia 84,5 homes.
La renda mediana per habitatge era de 42.903 $ i la renda mediana per família de 49.531 $. Els homes tenien una renda mediana de 35.497 $ mentre que les dones 28.551 $. La renda per capita de la població era de 20.268 $. Entorn del 9% de les famílies i l'11,1% de la població estaven per davall del llindar de pobresa.

## Poblacions més properes
El següent diagrama mostra les poblacions més properes.